# Церква Святого Юра (Чесанів)
Церква Святого Юра — сакральна поруда в м. Чесанів, яка розташовується в самому центрі містечка — на вул. Скорупки, 9. Поруч з нею проходить вулиця Церковна, а з подвір'я храму до площі Ринок не більше 100 метрів. У 1939 році в Чесанові проживало 370 українців, 1330 поляків та 1150 євреїв. Проте у 1939—1947 роках українське населення було виселене з міста через проведення нового кордону між УРСР та ПНР (так званий обмін населенням між державами та операція «Вісла»).

## Коротка історія

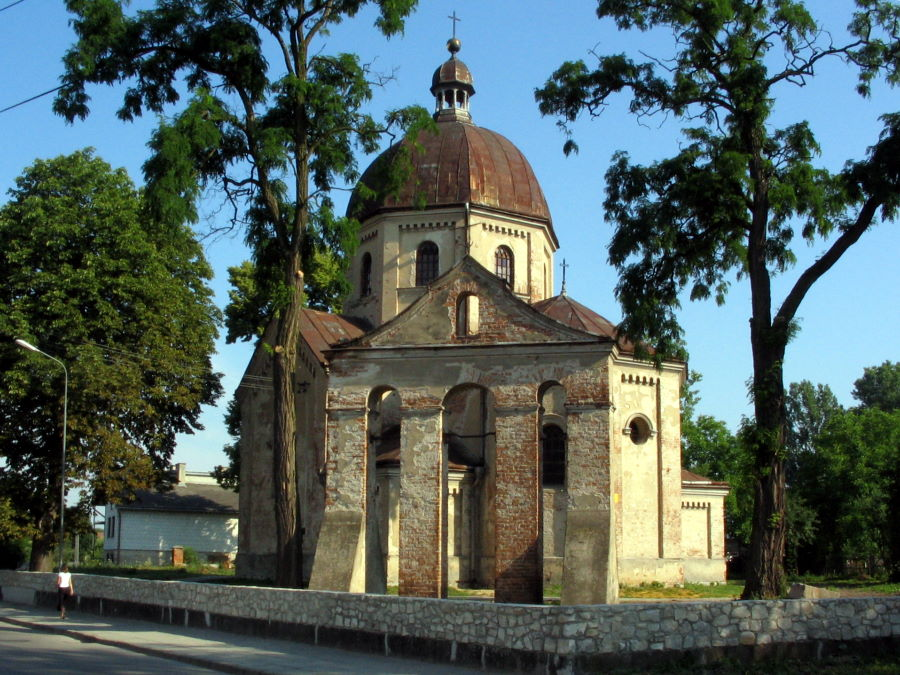
Церква до реставрації

У «Словнику географічному королівства Польського» знаходимо запис, що у Чесанові станом на початок XX століття проживало лише 280 греко-католиків, тобто лише близько 12 % від усього населення міста. У той час вони не мають окремої парафії, а належать до сусідньої — у Новому Селі. У Чесанівському повіті на той час 17 греко-католицьких парафій, що належать до Любачівського деканату Перемишльської єпархії. Водночас у «Шематизмі Перемишльської єпархії» 1888 року знаходимо дані про те, що Чесанів неммав своєї парафії, проте у місті була дочірня дерев'яна церква св. Юрія (1804 р.). А кількість вірних греко-католиків — 328.
У 1900 році на місці дерев'яної церкви містяни будують нову — муровану. Проте філіальною (дочірньою) вона залишається аж до 1932 року, коли вперше згадується у Шематизмі як парафіяльна, проте налічує лише 130 вірних.
У 1930 році у структурі Перемишльської єпархії внаслідок реформи виокремлюється Чесанівський деканат, декан на той час — о. Северин Метелля, парох церкви у с. Люблинець.

## Архітектура храму

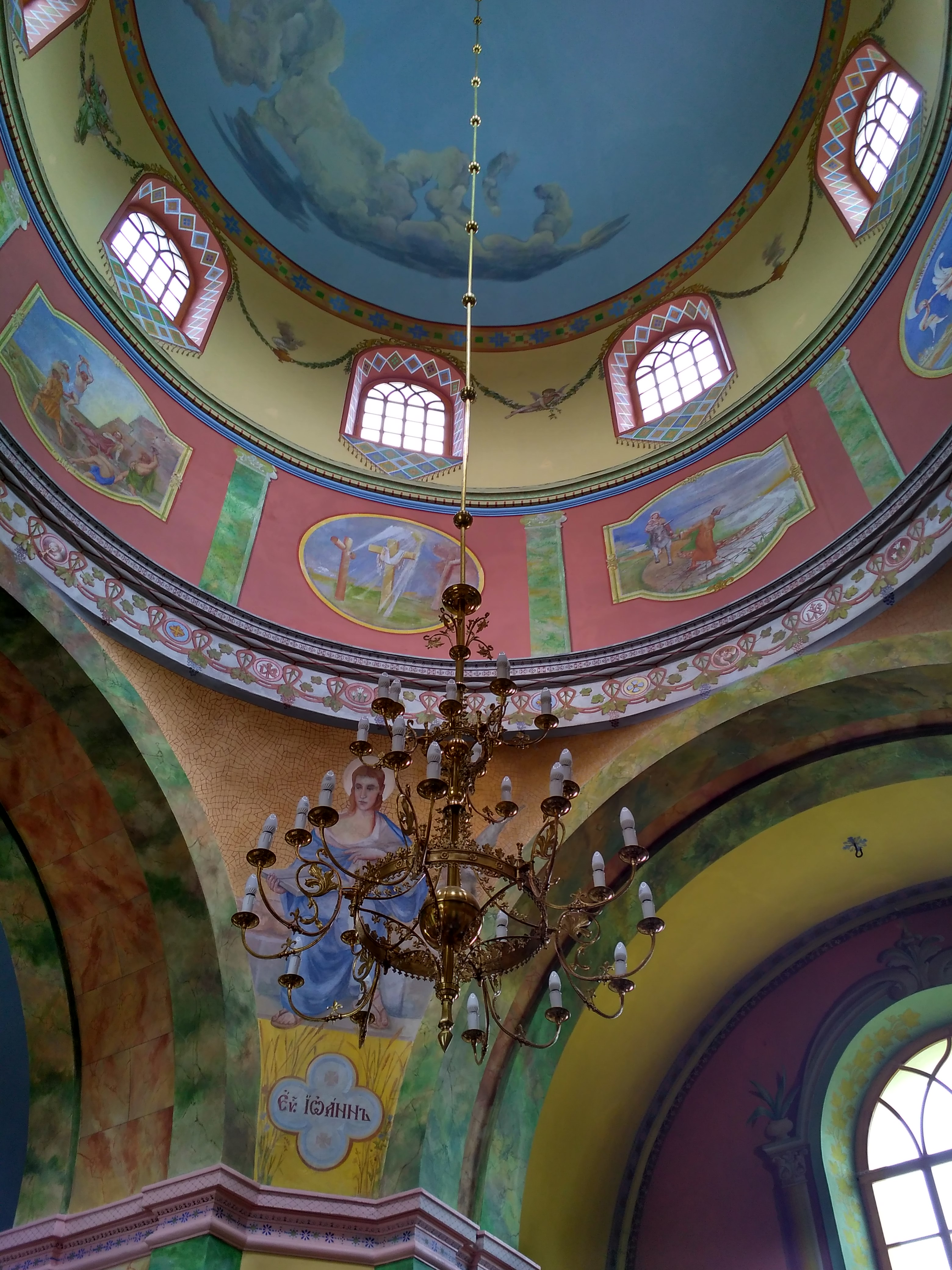
Фрагмент відреставрованої церкви в Чесанові (2016 р.)

В основі будови церкви — хрещато-банна конструкція з максимально спрощеною структурою. Візуально в екстер'єрі храму присутні елементи класицизму, структура храму максимально наближена до візантійського стилю.
Врахувавши скромні економічні можливості українського населення, архітектори часто пропонували просту, компактну сакральну споруду, що не вимагала великої кількості будівельних матеріалів, була простою та водночас оригінальною.
На початку XX століття на Закерзонні, зокрема на Любачівщині, будівництво мурованих церков такого типу на місці старих дерев'яних було частим явищем. Маємо подібні приклади у містечку Олешичі недалеко Чесанова; така ж церква постала в 1906 році і в с.Старе Брусно (у 1956 році повністю знищена).
З північного та південного боків до трьохгранної апсиди прилягають захристія та ризниця, головна нава перекрита хрестовим склепінням з восьмикутною в основі банею, бічні рамена прямокутної форми з арковими вікнами по боках.
Біля церкви збереглась невелика мурована дзвіниця, у якій було 3 дзвони.
У 1936 році церкву відновлено, внутрішні розписи у 1935-37 рр. виконав відомий скульптор, митець, громадський діяч зі с.Старе Брусно Григорій Кузневич.
Після виселення українців церква стояла пусткою, пізніше використовувалась як меблевий магазин, згодом знову опустіла.

## Інер'єр

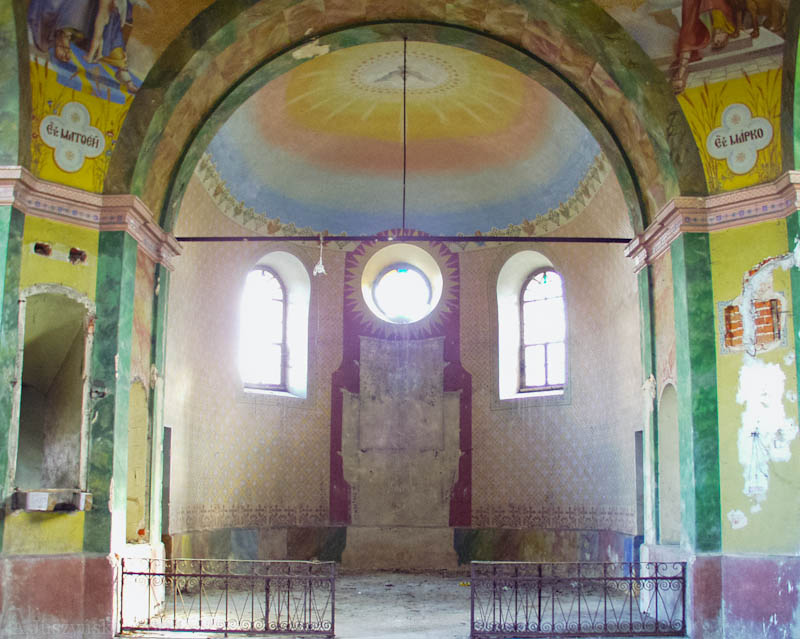
Інтер'єр до реставрації

У 1935—1937 роках на запрошення священика о. Семена Посіки поліхромію в інтер'єрі храму виконав відомий митець Григорій Кузневич. Кузневич зумів «українізувати» євангелістів, яким надав лиця митрополита Андрея Шептицького (св. Матвій), перемишльського єпископа Йосафата Коциловського (св. Марко) та навіть своє власне (св. Лука, опікун митців). Четверте обличчя — св. Іоана — було знищене, зараз відновлене, оригінальний вигляд невідомий. У інтер'єр гармонійно вкомпонована українська національна симоволіка — тризуби (в руках ангела, в орнаментних композиціях), золотий Галицький лев (біля ніг св. Матвія — Митрополита Шептицького), напис «Боже, Україну спаси» (на стрічці в руках ангела). Цікавим в інтер'єрі є сюжет створення першої людини — Адама. Його Господь ніби витягує із земної кулі.
До війни у храмі була велика ікона хрещення Руси-України.
Іконостас, що був у храмі, повністю знищений.

## Осередок релігії та культури

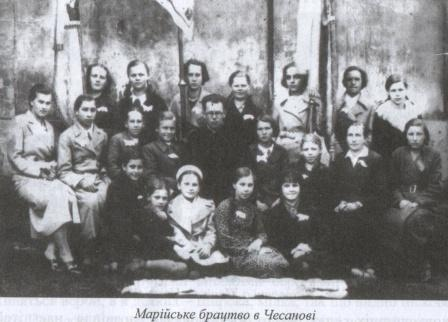
Марійське товариство в Чесанові (Фото до 1944 р.)

Церква в Чесанові завжди була осередком самоідентифікації та розвитку українства. При ній активно діяло жіноче Марійське товариство, щороку на Ринку неподалік храму у день храмового празника (6 травня) відбувалися гучні ярмарки, концерти.
У 1907 році в Чесанові відкрито філію товариства «Просвіта», ініціатором створення якої виступив парох Нового і Старого Люблинця о. Северин Метелля.
У 1935—1943 рр. священиком в Чесанові був о. Семен Посіко, що не тільки займався релігійною роботою, а й був активним громадським діячем, секретарем місцевої «Просвіти», прекрасним вчителем та будителем української молоді. Свою парафію змушений був покинути, оскільки вночі з 5 на 6 жовтня 1943 р. на нього було скоєно замах польськими бандитами: «Вдерлися до помешкання підписаного, понищили двері, вікна й все урядження, шукаючи за підписаним, віддали до ліжка 14 стрілів і нічого не грабуючи з погрозами відійшли. Ведений хіба Божим Провидінням, підписаний виїхав якраз тоді до Перемишля і остався при житті». Не визнавши псевдособору 1946 року, що мав на меті ліквідацію УГКЦ, він працював 20 років бібліотекарем в науковій бібліотеці ім. В. Стефаника у Львові.

## Сучасність
В 2013—2015 роках церкву відреставровано за кошти Європейського союзу. Відновлено усі фрески, фасад та дах храму. 14 листопада 2015 року відновлений храм відкрито як виставково-концертний зал.
У день відкриття для громади Чесанова було презентовано виставку «Григорій Кузневич — бруснянський майстер пензля і долота» авторства дослідниці бруснівської школи каменярства Ольги Соляр.
Зараз церква разом з дзвіницею, брамою та цвинтарем внесені у реєстр пам'яток під номером A-131 (дата внесення в реєстр 15.07.2005).